# Belmonte in Sabina
Belmonte in Sabina és un comune (municipi) de la província de Rieti, a la regió italiana del Laci, situat a uns 60 km al nord-est de Roma i a uns 10 km al sud-est de Rieti. A 1 de gener de 2019 la seva població era de 616 habitants.